# Soera De Donder
Soera De Donder is een soera van de Koran.
De soera is vernoemd naar de donder die God lofprijst in aya 13. De soera bestaat uit verschillende, opzichzelfstaande delen. In een van deze delen wordt uitgelegd wat de taak van Mohammed is die als boodschapper van God moet overdragen wat geopenbaard wordt.
Soera De donder heeft overeenkomsten met Psalm 29 uit de Hebreeuwse Bijbel

## Bijzonderheden
Bij recitatie van aya 15 wordt de sudjud, de nederwerping, verricht.